# Amir Mohammad Golzadeh

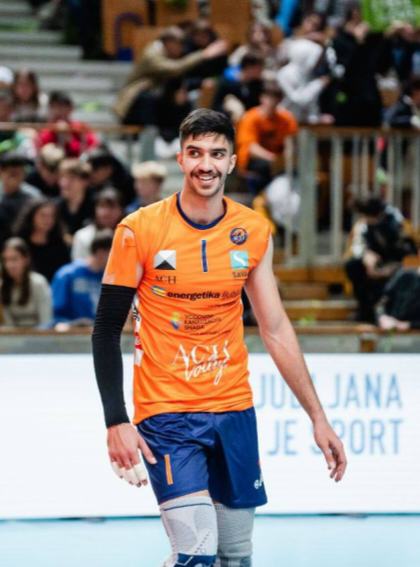
Amir Mohammad Golzadeh zawodnikiem ACH Volley Lublana

Amir Mohammad Golzadeh (pers. امیرمحمد گلزاده; ur. 9 maja 2003 roku w Ferejdunszahr) – irański siatkarz, reprezentant Iranu, grający na pozycji atakującego.

## Kariera klubowa
| Sezon     | Klub                        |
| 2021/2022 | Saipa Teheran               |
| 2022/2023 | Saipa Teheran               |
| 2024/2025 | ACH Volley Lublana          |
| 2025/2026 | Yuasa Battery Grottazzolina |

## Sukcesy klubowe
Puchar Słowenii:
- 2025[5]

MEVZA - Liga Środkowoeuropejska:
- 2025[6]

Mistrzostwo Słowenii:
- 2025[7]

## Sukcesy reprezentacyjne
Mistrzostwa Świata Kadetów:
- 2021[8]

Mistrzostwa Azji Juniorów:
- 2022[9]

Mistrzostwa Świata Juniorów:
- 2023[10]

## Nagrody indywidualne
- 2022: MVP i najlepszy atakujący Mistrzostw Azji Juniorów[11]
- 2023: MVP i najlepszy atakujący Mistrzostw Świata Juniorów[12]